# Ormö (naturreservat)
Ormö är ett naturreservat i Valdemarsviks kommun i Östergötlands län.
Området är naturskyddat sedan 1970 och är 128 hektar stort. Reservatet omfattar Ormö och Lillö, samt ett antal mindre holmar och skär i yttre Valdemarsviken. Reservatet består av barrskog och al vid stränderna. I ett mindre område finns hällmarktallskog och tidigare åker- och ängsmark och lundmiljöer med hassel och äldre ek.